# Physalis crassifolia
Physalis crassifolia ist eine Pflanzenart aus der Gattung der Blasenkirschen (Physalis) in der Familie der Nachtschattengewächse (Solanaceae).

## Beschreibung
Physalis crassifolia ist eine ausdauernde, meist krautige, manchmal auch verholzende Pflanze. Gelegentlich blühen und fruchten bereits einjährige Pflanzen. Sie erreichen Wuchshöhen zwischen 10 und 40 cm. Die Pflanze ist unterschiedlich mit wenigen, meist kurzen Trichomen behaart, die meist klebrige oder ölige Drüsen besitzen. Die Blattspreiten der Laubblätter sind eiförmig, ganzrandig oder gezahnt. Die größeren sind (1 bis) 2 bis 6 (bis 10) cm lang und 1 bis 5 (selten bis 7) cm breit. Die Blattstiele sind 10 bis 40 (selten bis 60) mm lang.
Die Blüten stehen an 10 bis 30 mm langen Blütenstielen. Der Kelch hat zur Blütezeit eine Länge von 5 bis 9 mm und misst an der Basis der Kelchlappen 3 bis 5 mm im Durchmesser. Die Kelchlappen sind dreieckig bis breit lanzettlich und 1 bis 3 mm lang. Die Krone ist gelb gefärbt und ungefleckt, oder mit leicht dunkleren Flecken versehen. Selten sind sie bläulich gefärbt oder werden beim Trocken bläulich. Sie werden 8 bis 30 mm lang und bei vollständig geöffneter Blüte 8 bis 20 mm breit. Sie sind dann zurückgebogen radförmig bis trichterförmig und am Rand leicht gewellt. An der oberen Öffnung der Kronröhre sind einige bis viele Trichome vorhanden. Die Staubbeutel sind gelb, 2,5 bis 3,5 mm lang und stehen an 4 bis 14 mm langen Staubfäden.
Die Frucht ist eine Beere, die an einem sich auf 5 bis 40 mm langen Stiel steht. Sie wird von einem sich vergrößernden Kelch umgeben, der an der reifen Frucht 10 bis 60 mm lang und 8 bis 35 mm breit ist. Der Kelch ist unbehaart oder etwas haarig.

## Verbreitung
Die Art ist in Mexiko verbreitet.